# Champdeuil
Champdeuil is een gemeente in het Franse departement Seine-et-Marne (regio Île-de-France) en telt 658 inwoners (1999). De plaats maakt deel uit van het arrondissement Melun.

## Geografie
De oppervlakte van Champdeuil bedraagt 4,0 km², de bevolkingsdichtheid is 164,5 inwoners per km².
De onderstaande kaart toont de ligging van Champdeuil met de belangrijkste infrastructuur en aangrenzende gemeenten.

## Demografie
Onderstaande figuur toont het verloop van het inwonertal (bron: INSEE-tellingen).